# La grande strage dell'impero del sole (dramma)
La grande strage dell'impero del sole (The Royal Hunt of the Sun) è un'opera teatrale del drammaturgo britannico Peter Shaffer, debuttata a Chichester nel 1964. Il dramma racconta della conquista dell'impero Inca attraverso il rapporto tra Francisco Pizarro e l'imperatore Atahualpa. Basandosi sulla ricostruzione storica di William H. Prescott, Shaffer usa il passato come metafora dell'istinto colonialista dell'uomo.

## Trama
La storia è raccontata dal vecchio Martin, un disilluso uomo di mezz'età che partecipò da giovane alla conquista dell'impero Inca. Il dramma inizia nella Spagna del 1532, dove Pizarro recluta 167 uomini per una spedizione in Perù; tra loro anche il suo secondo in comando, Hernando de Soto, e Padre Vicente de Valverde, intenzionato a diffondere il Cristianesimo nelle Americhe con ogni mezzo. Il giovane Martin, appena quindicenne, si unisce alla spedizione, sognando cavalleria, onore e gloria. Il ragazzo viene preso da Pizarro sotto la sua ala e scopre che il condottiero è un uomo profondamente segnato da una crisi spirituale.
Gli spagnoli, affamati d'oro, invadono il Perù fino a raggiungere la capitale, dove sterminano 3000 Inca e prendono in ostaggio l'imperatore Atahualpa, venerato come figlio del dio del Sole. Invece di ucciderlo, gli Spagnoli fanno un patto con l'imperatore: se entro due mesi i suoi uomini riempiranno interamente una stanza con dell'oro, Atahualpa verrà rilasciato illeso. L'imperatore accetta e, mentre i suoi sudditi lentamente racimolano e consegnano tesori, instaura un rapporto con Pizarro, ossessionato dall'aura divina del sovrano, anche perché già da bambino era ossessionato dal dio del sole.
Quando gli Inca consegnano tutto l'oro, Pizarro chiede ad Atahualpa che il suo popolo non attacchi gli Spagnoli dopo la sua liberazione, ma l'imperatore rifiuta. I Conquistadores allora vogliono la sua testa e il rifiuto di Pizarro scatena un ammutinamento. L'imperatore dice al condottiero di lasciare pure che l'uccidano, dato che essendo il figlio del dio del Sole tornerà a vivere la mattina successivamente. Affascinato dalla religione del sovrano, Pizarro resta impotente a speranzoso davanti all'esecuzione dell'imperatore: riesce almeno a commutare la sentenza dal rogo alla garrota alla condizione che Atahualpa si converta. Infatti, il corpo di Atahualpa deve rimanere intatto perché lui possa tornare in vita all'alba. L'imperatore accetta e viene garrotato. Pizarro veglia il suo corpo tutta la notte in attesa della sua resurrezione e, quando all'alba l'imperatore non si risveglia, scoppia in lacrime sul corpo di Atahualpa, mentre il vecchio Martin narra la conclusione della storia.

## Produzioni
The Royal Hunt of the Sun debuttò a Chichester il 7 luglio 1964, messo in scena dalla compagnia del Royal National Theatre; dopo il successo iniziale, il dramma fu riproposto all'Old Vic di Londra e, successivamente, al Queen's Theatre del West End. John Dexter curava la regia, mentre il cast era compreso da: Colin Blakely (Pizarro), Robert Stephens (Atahualpa), Peter Cellier (de Valverde), Michael Gambon (Diego De Trujillo) e Roy Holder (Martin adolescente); in ruoli minori recitavano anche i giovani Anthony Hopkins, Derek Jacobi, Christopher Timothy, Edward Petherbridge, Graham Crowden e Michael Byrne. Successivamente, la pièce imbarcò un tour britannico che toccò Aberdeen, Glasgow, Stratford, Leeds, Oxford e Nottingham.
La produzione di Dexter debuttò all'ANTA Playhouse (oggi August Wilson Theatre) di Broadway il 26 ottobre 1965, dopo sedici anteprime. Facevano parte del cast Christopher Plummer (Pizarro), David Carradine (Atahualpa), George Rose (Martin) e Paul Collins (giovane Martin). Il dramma fu candidato al New York Drama Critics' Circle alla migliore opera teatrale e Carradine vinse il Theatre World Award al miglior debuttante; la pièce rimase in scena per 261 repliche, prima di chiudere l'11 giugno 1966.
Nel 2006 Trevor Nunn diresse un revival del dramma al Royal National Theatre, con Alun Armstrong nel ruolo di Pizarro e Paterson Joseph in quello dell'imperatore Inca.

## Adattamenti
Dal dramma fu tratto il film La grande strage dell'impero del sole, di Irving Lerner (1969).
La versione opera è The Royal Hunt of the Sun, di Iain Hamilton (1977).